# ATP Champions Tour 2009
Im Folgenden werden die Turniere der Herrentennis-Saison 2009 (ATP Champions Tour) dargestellt. Sie wurde wie die ATP World Tour und die ATP Challenger Tour von der Association of Tennis Professionals organisiert.

## Turnierplan 2009
| Spanien                | Barcelona | Champions Cup '09                     |                                     | Sand              | 16.–19. April 2009     |
| Brasilien              | São Paulo | AOC Grand Champions Bazil 2009        | Sociedade Harmonia de Ténis         | Sand              | 21.–24. Mai 2009       |
| Portugal               | Algarve   | Vale Do Lobo Grand Champions CGD 2009 |                                     | Sand              | 11.–14. August 2009    |
| Frankreich             | Paris     | 6th Jean-Luc Lagardere Trophy 2009    |                                     |                   | 24.–27. September 2009 |
| Volksrepublik China    | Chengdu   | Chengdu Open 2009                     | Sichuan International Tennis Centre | Hartplatz         | 5.–8. November 2009    |
| Vereinigtes Königreich | London    | AEGON Masters Tennis 2009             | The Royal Albert Hall               | Hartplatz / Halle | 1.–6. Dezember 2009    |

## Ergebnisse
| Ort       | Turnier                               | Sieger         | Finalist          | Ergebnis          |
| --------- | ------------------------------------- | -------------- | ----------------- | ----------------- |
| Barcelona | Champions Cup '09                     | Félix Mantilla | Albert Costa      | 6:4, 6:1          |
| São Paulo | AOC Grand Champions Bazil 2009        | Thomas Enqvist | Fernando Meligeni | 7:63, 6:3         |
| Algarve   | Vale Do Lobo Grand Champions CGD 2009 | Greg Rusedski  | Stefan Edberg     | 6:3, 6:4          |
| Paris     | 6th Jean-Luc Lagardere Trophy 2009    | Thomas Enqvist | Michael Chang     | 6:4, 7:64         |
| Chengdu   | Chengdu Open 2009                     | Thomas Enqvist | Goran Ivanišević  | 7:5, 6:2          |
| London    | AEGON Masters Tennis 2009             | Patrick Rafter | Stefan Edberg     | 6:75, 6:4, [11:9] |